# Antonomazja
Antonomazja (gr. ἀντονομασία antonomasía, łac. prōnōminātiō) – odmiana metonimii, zastąpienie nazwy własnej osoby lub przedmiotu inną nazwą (najczęściej epitetem).
- godność zamiast nazwiska: wieszcz romantyczny – Mickiewicz
- określenie zamiast nazwy rzeczy: nauka o języku – językoznawstwo
- etymologia imienia zamiast imienia: Miły Bogu – Bogumił
- nazwa geograficzna zamiast nazwiska: Stagiryta – Arystoteles
- opis dzieła zamiast nazwiska autora: autor Wesela – Wyspiański
- wyraz pospolity zamiast własnego: ojczyzna – Polska
- słynny cytat zamiast nazwiska: ten, który wstrzymał Słońce, ruszył Ziemię – Kopernik